# باول مكدونالد
باول مكدونالد (بالإنجليزية: Paul McDonald)‏ (20 أبريل 1968 في المملكة المتحدة - ) هو لاعب كرة قدم بريطاني في مركز الدفاع. لعب مع برايتون أند هوف ألبيون ودونفرملين أثلتيك ونادي بارتيك ثيسل ونادي بيرنلي ونادي ساوثهامبتون وهاميلتون أكاديميكال ونادي غرينوك مورتون.

## وصلات خارجية
- باول مكدونالد على موقع قاعدة بيانات كرة القدم.إي يو (الإنجليزية)
- باول مكدونالد على موقع Soccerbase.com (لاعب) (الإنجليزية)
- باول مكدونالد على موقع عالم كرة القدم.نت (الإنجليزية)